# Chatham House

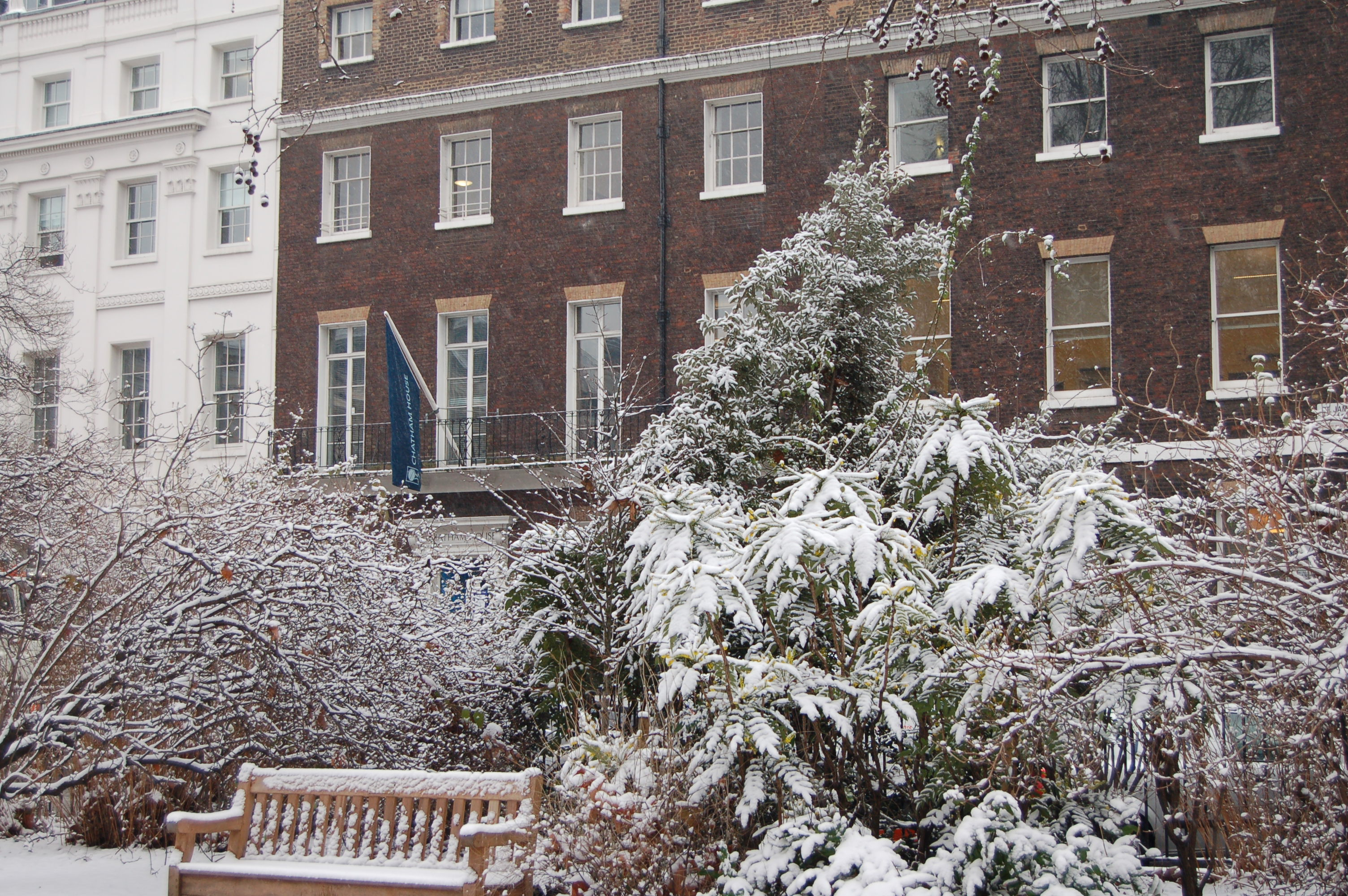
Chatham House

Chatham House, officieel het Royal Institute of International Affairs, is een niet-gouvernementele non-profitorganisatie in Londen met als missie het bestuderen van belangrijke internationale vraagstukken. Het wordt gezien als een van 's werelds meest prominente denktanks op dit gebied. 
Om de vrije discussie over gevoelige onderwerpen tijdens vertrouwelijke bijeenkomsten te bevorderen werd in 1927 de zogenaamde Chatham House Rule ontworpen, opdat de anonimiteit van de sprekers zou worden bewaard.

## Huis
De naam komt van het 18e-eeuwse huis aan St. James's Square, ontworpen door Henry Flitcroft en ooit bewoond door drie Britse premiers, onder wie William Pitt, 1ste graaf van Chatham.